# Asiatiska ormhuvudsfiskar
För andra betydelser, se Channa (olika betydelser).
Asiatiska ormhuvudsfiskar, Channa, är ett släkte av fiskar som beskrevs av Giovanni Antonio Scopoli, 1777. Asiatiska ormhuvudsfiskar ingår i familjen ormhuvudsfiskar, Channidae.

## Dottertaxa till asiatiska ormhuvudsfiskar,Channa, i alfabetisk ordning[1][2]
- Channa amphibeus (McClelland, 1845)
- Channa andrao Britz, 2013
- Channa argus (Cantor, 1842), Nordlig ormhuvudsfisk
- Channa asiatica (Linnaeus, 1758)
- Channa aurantimaculata Musikasinthorn, 2000
- Channa aurantipectoralis Lalhlimpuia, Lalronunga & Lalramliana, 2016
- Channa bankanensis (Bleeker, 1853)
- Channa baramensis (Steindachner, 1901)
- Channa barca (Hamilton, 1822)
- Channa bleheri Vierke, 1991
- Channa burmanica Chaudhuri, 1919
- Channa cyanospilos (Bleeker, 1853)
- Channa diplogramma (Day, 1865)
- Channa gachua (Hamilton, 1822)
- Channa harcourtbutleri (Annandale, 1918)
- Channa hoaluensis Nguyen, 2011
- Channa longistomata Nguyen, Nguyen & Nguyen, 2012
- Channa lucius (Cuvier, 1831)
- Channa maculata (Lacepède, 1801), Fläckig ormhuvudsfisk
- Channa marulioides (Bleeker, 1851)
- Channa marulius (Hamilton, 1822)
- Channa melanoptera (Bleeker, 1855)
- Channa melanostigma Geetakumari & Vishwanath, 2011
- Channa melasoma (Bleeker, 1851)
- Channa micropeltes (Cuvier, 1831)
- Channa ninhbinhensis Nguyen, 2011
- Channa nox Zhang, Musikasinthorn & Watanabe, 2002
- Channa orientalis Bloch & Schneider, 1801
- Channa ornatipinnis Britz, 2008
- Channa panaw Musikasinthorn, 1998
- Channa pardalis Knight, 2016
- Channa pleurophthalma (Bleeker, 1851)
- Channa pomanensis Gurumayum & Tamang, 2016
- Channa pulchra Britz, 2007
- Channa punctata (Bloch, 1793), Prickig ormhuvudsfisk
- Channa shingon Endruweit, 2017
- Channa stewartii (Playfair, 1867)
- Channa striata (Bloch, 1793), Randig ormhuvudsfisk